# Vandœuvre-lès-Nancy
Vandœuvre-lès-Nancy is een gemeente in het Franse departement Meurthe-et-Moselle in de regio Grand Est. De gemeente telde 29.697 inwoners op 1 januari 2022. Hiermee is het na Nancy de gemeente met het meeste inwoners van het departement. De plaats maakt deel uit van het arrondissement Nancy.

## Geografie
De oppervlakte van Vandœuvre-lès-Nancy bedroeg op 1 januari 2022 9,46 vierkante kilometer; de bevolkingsdichtheid was toen 3.139,2 inwoners per km².
De gemeente ligt in de riviervlakte van de Meurthe. In het zuidwesten van de gemeente liggen de uitlopers van het Forêt de Haye, een bosgebied dat in totaal meer dan 10.000 ha beslaat. Vandœuvre-lès-Nancy vormt een stedelijk geheel met Nancy.
De autosnelwegen A30 en A33 lopen door de gemeente.
De onderstaande kaart toont de ligging van Vandœuvre-lès-Nancy met de belangrijkste infrastructuur en aangrenzende gemeenten.

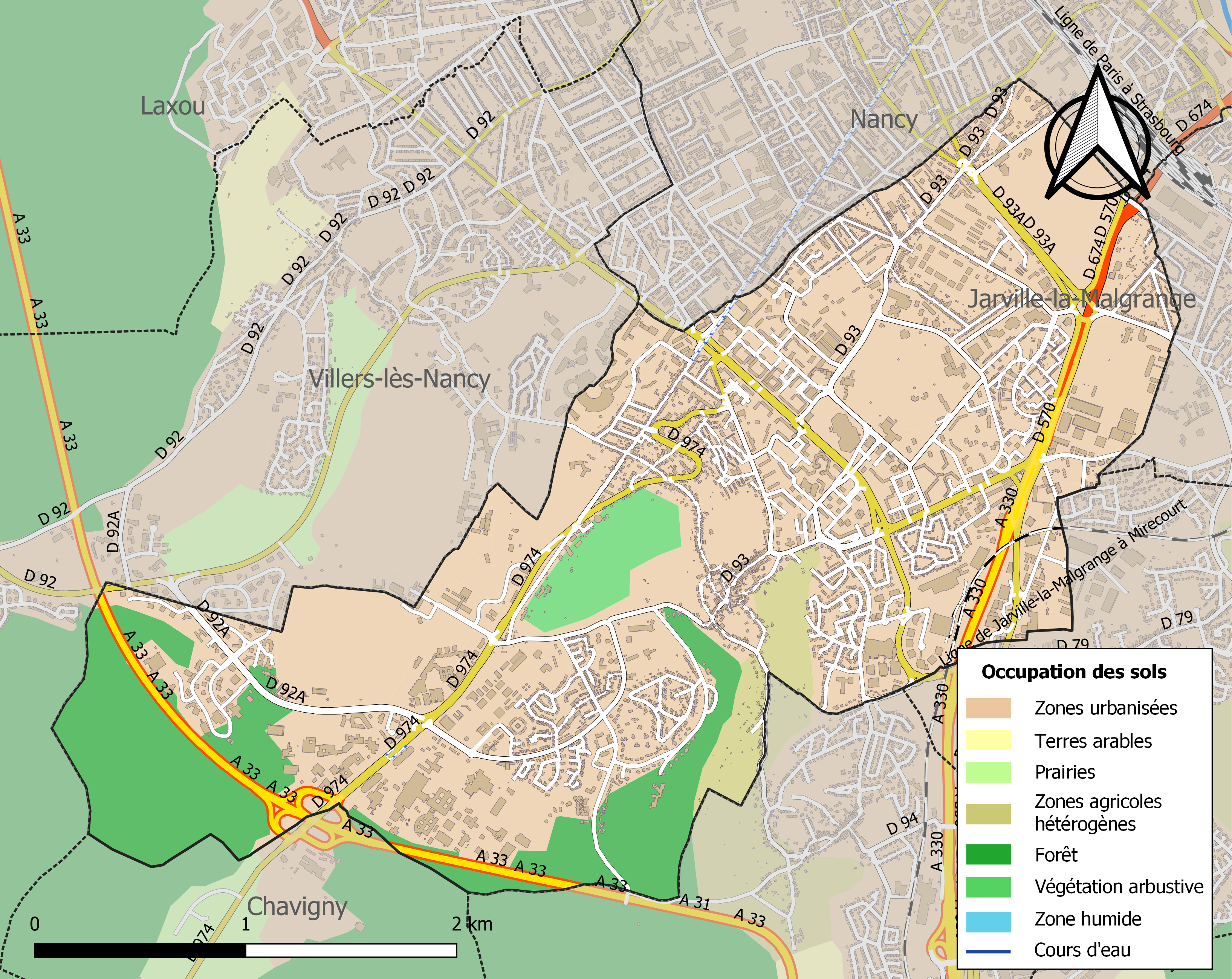

## Demografie
In 1800 telde de gemeente ongeveer 600 inwoners. In 1900 waren dit er al meer dan 2000. Vijftig jaar later waren dit ongeveer 6000 inwoners. Er kwam inwijking uit de rest van Europa en daarbuiten.
Onderstaande figuur toont het verloop van het inwonertal (bron: INSEE-tellingen).

## Geschiedenis
De plaats is ontstaan in de middeleeuwen bij een benedictijner priorij. In het gemeentelijke wapen van Vandœuvre-lès-Nancy komt een priorstaf voor. In 1603 verdween de priorij. De Dertigjarige Oorlog in de eerste helft van de 17e eeuw bracht rampspoed voor Nancy en de omliggende dorpen. Na afloop telde Vandœuvre nog maar een kwart van het aantal inwoners van voor de oorlog. Vanaf de 18e eeuw bouwden rijke inwoners van Nancy kasteeltjes en buitenhuizen in Vandœuvre. Na de Franse Revolutie werd Vandœuvre een gemeente (1791).
In de 19e eeuw werd er een mijn geopend waar ijzererts werd gedolven dat vervolgens werd verwerkt in de hoogovens van Pompey. Daarnaast kwam er chemische en voedingsindustrie en een autofabriek (Robert Serf). Na de Franse nederlaag in de Frans-Duitse Oorlog (1870-1871) werd Vandœuvre-lès-Nancy ook een garnizoensstad. In de kazerne Quartier Général Drouot werden het 8e Artillerieregiment en het 26e Infanterieregiment ingekwartierd. Om de toestroom van nieuwe inwoners op te vangen werden eerst nieuwe arbeiderswijken gebouwd. In de jaren 1950 werd besloten tot de bouw van een nieuwe stad in het kader van een ZUP (zone à urbaniser en priorité). Stedenbouwkundige Henri-Charles Calsat (1905-1991) stond in voor de coördinatie en de gemeente kreeg wijken met hoogbouw en modernistische architectuur.